# Aaron O’Connell
Aaron O’Connell (* 8. April 1986 in Dayton, Ohio, USA) ist ein US-amerikanischer Filmschauspieler. Er arbeitet auch als Model. In seinem Heimatland ist er vor allem für seine Darstellung des Wyatt Cryer in der Drama-Fernsehserie The Haves and the Have Nots bekannt.

## Biografie
O’Connell wurde 1986 als Sohn von Mark Alan und Kathryn Deeble O’Connell geboren. Er hat drei Schwestern. Sein Vater ist ein ehemaliger American-Football-Spieler der Cincinnati Bengals. Er besuchte bis 2004 die Cathedral High School, wo er auch Fußball, Basketball und Baseball spielte. Im Jahr 2008 machte er seinen Abschluss am College of Health and Human Sciences an der Purdue University, wo er einen Bachelor-Abschluss in den Fächern Gesundheit und Fitness erhielt. Bereits im Kindesalter erteilte ihm sein Großvater Klavierunterricht.
Noch während seines Studiums unterschrieb O’Connell einen Vertrag als Model bei Ford Models und trat in wichtigen Publikationen, wie beispielsweise GQ – Gentlemen’s Quarterly, Vanity Fair, Vogue, Abercrombie & Fitch, Ralph Lauren und weiteren auf.
Sein Wunsch, Schauspieler zu werden, hängt auch damit zusammen, dass er schon früh eine Vorliebe für Paul Newman, Robert Mitchum, Clark Gable und Montgomery Clift entwickelte, die er als Inspirationsquelle für seinen Schauspielstil betrachtet. Seine Karriere startete er in den Actor Studios in Chicago. Er nahm Schauspielunterricht und trat anfangs in diversen Werbespots auf. Nachdem er eine Kleinstrolle als Jogger in dem Kinofilm Laid: Life as It’s Dealt übernommen hatte, bot ihm Perrys Produktionsfirma die Rolle des Wyatt Cryer in der neuen Fernsehserie The Haves and the Have Nots an. Tyler Perry selbst wollte ihn für diese Rolle haben, er war der erste, der in der Serie besetzt wurde. Von 2013 bis 2021 spielte O’Connell seinen Charakter in 139 Folgen. In dem Hallmark Channel Weihnachtsfilm 12 Gifts of Christmas unter der Regie von Peter Sullivan von 2015 war O’Connell als Werbefachmann besetzt, der mit Hilfe einer von Katrina Law gespielten Künstlerin den wahren Geist der Weihnacht entdeckt. Auch in dem Weihnachtsdrama Ein Prinz zu Weihnachten aus demselben Jahr war O’Connell in einer der Hauptrollen besetzt. In dem Hallmark-Weihnachtsfilm With Love, Christmas von 2017 war er wiederum in einer der Hauptrollen besetzt. In dem Actionfilm Black Water spielte O’Connell 2018 an der Seite von Jean-Claude Van Damme und Dolph Lundgren einen CIA-Agenten. Im darauffolgenden Jahr übernahm er eine Gastrolle in der dramatischen Krimiserie Navy CIS. In dem komödiantischen Liebesfilm Love Accidentally von 2022 arbeitete O’Connell erneut mit Peter Sullivan zusammen, Brenda Song war in der weiblichen Hauptrolle besetzt. Es geht um zwei Menschen, die damit klarkommen müssen, dass ihr jeweiliger Partner Schluss mit ihnen gemacht hat. Eine versehentlich falsch abgeschickte SMS bestimmt über ihr weiteres Schicksal.
Seit September 2017 ist O’Connell mit Natalie Pack, einem Model, zusammen. Das Paar heiratete im Juli 2018 am Comer See in Italien. Im August 2022 kam das erste Kind der beiden, ein Sohn, zur Welt.
Seit 2013 besitzt der Schauspieler einen Pilotenschein für Privatmaschinen; er fliegt eine Cirrus SR22.

## Filmografie (Auswahl)
– Fernsehfilm, wenn nicht anders angegeben – 
- 2012: Laid: Life as It’s Dealt (Kinofilm)
- 2013–2021: The Haves and the Have Nots (Fernsehserie, 139 Folgen)
- 2015: 12 Gifts of Christmas
- 2015: Ein Prinz zu Weihnachten (Small Town Prince)
- 2016: My Christmas Love
- 2017: With Love, Christmas
- 2018: Lethal Weapon (Fernsehserie, Folge 2x15 An Inconvenient Ruth)
- 2018: Black Water (Kinofilm)
- 2018: Runnin’ from My Roots (Kinofilm)
- 2018: This Is Our Christmas (Kinofilm)
- 2019: Navy CIS (NCIS, Fernsehserie, Folge 16x18 Mona Lisa)
- 2021: Candy Coated Christmas
- 2021: Blending Christmas
- 2022: Love Accidentally (Kinofilm)